# Episodi di American Dad! (quinta stagione)
La quinta stagione di American Dad! è stata trasmessa originariamente negli USA dal 28 settembre 2008 al 17 maggio 2009 su FOX.
In Italia, la quinta stagione è stata trasmessa in prima visione dall'11 marzo al 6 aprile 2010, dal lunedì al venerdì alle 13.40, su Italia 1.
L'episodio 19 è stato trasmesso giovedì 24 giugno alle 22.50 nel contenitore American Dad! V. M., la stagione è andata in onda dal 27 aprile 2011 su Fox di Sky.
L'episodio La rivolta di Stan è stato trasmesso per la prima volta sul canale satellitare Fox di Sky mercoledì 4 maggio 2011 alle 21.50 e in chiaro su Italia 2 l'11 agosto 2011, durante le repliche della stagione.
| N° | Codice di produzione | Titolo italiano              | Titolo originale          | Prima TV USA      | Prima TV Italia |
| -- | -------------------- | ---------------------------- | ------------------------- | ----------------- | --------------- |
| 1  | 3AJN20               | 1600 candeline               | 1600 Candles              | 28 settembre 2008 | 11 marzo 2010   |
| 2  | 3AJN16               | Alieno in fuga               | The One That Got Away     | 5 ottobre 2008    | 12 marzo 2010   |
| 3  | 3AJN18               | La rivolta di Stan           | One Little Word           | 19 ottobre 2008   | 4 maggio 2011*  |
| 4  | 3AJN15               | Una moglie sceglie il meglio | Choosy Wives Choose Smith | 2 novembre 2008   | 15 marzo 2010   |
| 5  | 3AJN19               | Fuga da Pearl Bailey         | Escape From Pearl Bailey  | 9 novembre 2008   | 16 marzo 2010   |
| 6  | 3AJN21               | L'ambrosia del sosia         | Pulling Double Booty      | 16 novembre 2008  | 17 marzo 2010   |
| 7  | 3AJN22               | Fantasma del Telethon        | Phantom Of The Telethon   | 30 novembre 2008  | 18 marzo 2010   |
| 8  | 4AJN01               | Bagni termali                | Chimdale                  | 25 gennaio 2009   | 19 marzo 2010   |
| 9  | 4AJN02               | Il lungo giorno di Stan      | Stan Time                 | 8 febbraio 2009   | 22 marzo 2010   |
| 10 | 4AJN03               | Una famiglia per Roger       | Family Affair             | 15 febbraio 2009  | 23 marzo 2010   |
| 11 | 4AJN04               | Grasso a spasso              | Live and Let Fry          | 1º marzo 2009     | 24 marzo 2010   |
| 12 | 4AJN05               | La rivoluzione di Stan       | Roy Rogers McFreely       | 8 marzo 2009      | 25 marzo 2010   |
| 13 | 4AJN06               | Papà galeotto                | Jack's Back               | 15 marzo 2009     | 26 marzo 2010   |
| 14 | 4AJN07               | Festa scombussolata          | Bar Mitzvah Shuffle       | 22 marzo 2009     | 29 marzo 2010   |
| 15 | 4AJN08               | Moglie di riserva            | Wife Insurance            | 29 marzo 2009     | 30 marzo 2010   |
| 16 | 4AJN09               | Stile DeLorean               | Delorean Story-an         | 19 aprile 2009    | 31 marzo 2010   |
| 17 | 4AJN10               | Voglia di vincere            | Every Which Way But Lose  | 26 aprile 2009    | 1º aprile 2010  |
| 18 | 4AJN11               | Il wurstel del malcontento   | Weiner of Our Discontent  | 3 maggio 2009     | 2 aprile 2010   |
| 19 | 4AJN12               | Viva l'amore!                | Daddy Queerest            | 10 maggio 2009    | 24 giugno 2010  |
| 20 | 4AJN13               | Una serata tra amici         | Stan's Night Out          | 17 maggio 2009    | 6 aprile 2010   |

* Episodio trasmesso in anteprima su Fox.

## 1600 candeline
- Sceneggiatura: Rick Wiener e Kenny Schwartz
- Regia: Caleb Meurer
- Messa in onda originale: 28 settembre 2008
- Messa in onda italiana: 11 marzo 2010

Steve è entrato nel periodo della pubertà e i suoi genitori ne sono allarmati. Così, grazie a un ritrovato della CIA, lo fanno regredire all'infanzia e poi lo fanno diventare vecchio.

## Alieno in fuga
- Sceneggiatura: Chris McKenna e Matt McKenna
- Regia: Tim Parsons
- Messa in onda originale: 5 ottobre 2008
- Messa in onda italiana: 12 marzo 2010

Roger torna a casa ubriaco e trova l'intera famiglia che lo aspetta, pronta a fargli la predica. Tutti si lamentano del suo egoismo e del suo atteggiamento prepotente. Ignorando le loro preoccupazioni, Roger va a fare shopping per la birra, solo per scoprire che la sua carta di credito ha raggiunto il limite massimo. In seguito indaga su chi sia il colpevole, rivelando di essere Sidney Hoffman. Promette di rendere la vita di Hoffman un inferno vivente, e fa disoccupare Hoffman, dà fuoco al suo appartamento e si rompe con la sua fidanzata. A casa sua, Roger scopre di essere Sidney Hoffman. Senza che lui lo sapesse, Sidney ha assunto un sicario per ucciderlo. Mentre si trova in un grande magazzino, la persona di Sidney Hoffman viene uccisa da Roger in uno spogliatoio, un omicidio metaforico che pare però aver lasciato segni nella personalità dell'alieno, a giudicare dalla gentilezza con cui poi si rivolge a Judy, invitandola a cena.

## La rivolta di Stan
- Sceneggiatura: David Zuckerman
- Regia: Rodney Clouden
- Messa in onda originale: 19 ottobre 2008
- Messa in onda italiana: 4 maggio 2011

Stan diventa il tuttofare del suo capo e per non deluderlo si sente in dovere di svolgere qualsiasi compito gli venga richiesto. Francine però non è d'accordo.

## Una moglie sceglie il meglio
- Sceneggiatura: Matt Fusfeld e Alex Cuthbertson
- Regia: Joe Daniello
- Messa in onda originale: 2 novembre 2008
- Messa in onda italiana: 15 marzo 2010

Stan viene colto dalla gelosia nello scoprire che un ex di Francine era un pilota, precipitato poi con il suo aereo. Francine sa che il pilota è sopravvissuto. Stan credendo che Francine avesse scelto lui poiché Travis (il pilota) era sicuramente morto, decide di fingersi disperso con il suo aereo con Roger quando in verità è in un'isola della CIA dalla quale controlla con delle telecamere (non così nascoste alla fine) la situazione in casa e infatti Francine inizia una storia con Travis. Purtroppo l'isola viene distrutta da uno tsunami lasciandone solo uno scoglio. Alla fine Stan, tornato a casa con Roger dopo essere stati tratti in salvo da una nave scopre che Francine sapeva del suo piano (come detto prima le telecamere non erano così nascoste) e aveva finto di stare con Travis e si riconciliano. Intanto Steve per strada trova un gatto che però viene investito sopravvivendo ma diventando aggressivo attaccando Steve che se ne va indignato. Il giorno dopo va con Snot a vedere il gatto che però non attacca l'amico che non crede a Steve. Ma quando questi se ne va Steve nel provare ad accarezzarlo viene di nuovo attaccato. Giorni dopo Steve dopo un'esibizione con violino a scuola rivede il gatto e rinuncia a una ragazza pur di abbracciarlo, venendo attaccato per l'ennesima volta. Stavolta Steve lo uccide (si rivelerà vivo poi) con il violino. Il gatto però arriva a casa Smith (era il nuovo cappello di Roger) e , fuori dall'immagine, attacca Steve. 

## Fuga da Pearl Bailey
- Sceneggiatura: Dan Vebber
- Regia: Bob Bowen
- Messa in onda originale: 9 novembre 2008
- Messa in onda italiana: 16 marzo 2010

È tempo di eleggere il presidente del consiglio studentesco. Lisa si è ricandidata e non ha avversari, ma Steve convince Debbie a candidarsi per dare voce ai nerds.

## L'ambrosia del sosia
- Sceneggiatura: Brian Boyle
- Regia: John Aoshima
- Messa in onda originale: 16 novembre 2008
- Messa in onda italiana: 17 marzo 2010

Il sosia di Stan si fidanza con Hayley e Francine, che scambia il sosia per Stan, si sente male. Intanto Stan scopre che il sosia sta tentando di insidiare sua moglie.

## Fantasma del Telethon
- Sceneggiatura: Mike Barker e Matt Weitzman
- Regia: Brent Woods
- Messa in onda originale: 30 novembre 2008
- Messa in onda italiana: 18 marzo 2010

La CIA Deve raccogliere dei soldi per finanziare le torture Roger propone a Stan di organizzare un Telethon per raccogliere fondi. Ma Stan si appropria dell'idea e perciò Roger decide di vendicarsi travestendosi da fantasma dell'opera e sabotando il telethon ma Stan riesce a catturare Roger.

## Bagni termali
- Sceneggiatura: Keith Heisler
- Regia: Pam Cooke e Jansen Yee
- Messa in onda originale: 25 gennaio 2009
- Messa in onda italiana: 19 marzo 2010

Roger ha vinto due soggiorni gratuiti in un lussuoso centro termale: Chimdale. Ma anche Hayley e Francine vogliono andare con lui.

## Il lungo giorno di Stan
- Sceneggiatura: Jonathan Fener
- Regia: Joe Daniello
- Messa in onda originale: 8 febbraio 2009
- Messa in onda italiana: 22 marzo 2010

Sentendosi molto stanco, Stan comincia a prendere delle pillole che lo fanno stare sveglio tutta la notte, così si dedica agli hobby più svariati.

## Una famiglia per Roger
- Sceneggiatura: Erik Durbin
- Regia: Tim Parsons
- Messa in onda originale: 15 febbraio 2009
- Messa in onda italiana: 23 marzo 2010

La famiglia Smith si accorge che Roger li "tradisce" con altre famiglie. Per assentarsi senza dare nell'occhio, Roger si era inventato di essere impegnato come attore.

## Grasso a spasso
- Sceneggiatura: Laura McCreary
- Regia: Albert Calleros
- Messa in onda originale: 1º marzo 2009
- Messa in onda italiana: 24 marzo 2010

I grassi insaturi vengono dichiarati illegali e Stan, che non riesce a rinunciarci, si improvvisa contrabbandiere di cibi che li contengono.

## La rivoluzione di Stan
- Sceneggiatura: Brian Boyle
- Regia: Bob Bowen
- Messa in onda originale: 8 marzo 2009
- Messa in onda italiana: 25 marzo 2010

Oppresso dalla prepotenza di Stan, Roger si fa eleggere presidente dell'associazione di quartiere e, cambiando tutte le regole, gli rende la vita impossibile.

## Papà galeotto
- Sceneggiatura: David Zuckerman
- Regia: Rodney Clouden
- Messa in onda originale: 15 marzo 2009
- Messa in onda italiana: 26 marzo 2010

Steve torna a casa entusiasta e comunica al padre di essersi iscritto a una gara di bicicletta padri/figli. Stan, però, non sa andare in bicicletta.

## Festa scombussolata
- Sceneggiatura: Chris McKenna e Matt McKenna
- Regia: Brent Woods
- Messa in onda originale: 22 marzo 2009
- Messa in onda italiana: 29 marzo 2010

Steve e i suoi amici decidono di mandare all'aria un bar mitzvah di Ethan, un ricco coetaneo di Steve che fa la corte alla sua ragazza, Debbie. Alla festa i tre amici (tranne Snot che era all'oscuro di tutto) e Roger (che si è unito al gruppo per passare il tempo) creano dei diversivi. Roger, travestitosi da cameriere dice ad Ethan che qualcuno vuole rubare i regali e quindi diventa paranoico continuando a guardare i regali, facendolo vedere agli occhi di Debbie come un immaturo. Durante il ballo delle sedie Ethan vede Toshi che esce da uno dei regali e apre il condotto dell'aria e poi la vista viene occultata dai palloncini. A quel punto il ragazzo si precipita ai regali per scoprire che sono tutti li, passando di nuovo per un immaturo. Tornando indietro si accorge che tutte le buste che i suoi parenti gli avevano regalato (contenenti la maggior parte soldi e altre auguri, che hanno solo valore morale) gli erano state rubate e chiama la sicurezza per fermare Steve che nel frattempo se ne stava andando. Debbie controlla la giacca e scopre che la busta conteneva la fattura per un pagamento che Steve aveva fatto per far piantare un albero a Gerusalemme a nome di Ethan come regalo. Successivamente però torna Snot (nella cui giacca Steve aveva riposto le buste coi soldi che avrebbe ripreso quando avrebbe portato in lavanderia la giacca di Snot che Steve stesso aveva sporcato di proposito) che viene accusato del furto. Snot viene deriso da tutti (compresi gli skinheads, cioè il gruppo contro gli ebrei della scuola) ma non solo: Ethan vuole portarlo in un tempio ebreo per un processo che se lo accuserà colpevole lo condannerà a non avere un bar mitzvah in nessun tempio ebreo. Dopo il vano intervento di Roger (travestito da avvocato ebreo) Steve confessa il furto. Snot è deciso a non vedere più l'amico ma lo perdonerà dopo che Steve organizzerà un mega bar mitzvah (che la famiglia di Snot non si poteva permettere) dopo che il ragazzo ha venduto tutti i suoi giocattoli. Alla fine vediamo Roger travestito da un lontano zio proveniente dall'Alsazia-Lorena (personaggio che l'alieno avrebbe voluto interpretare durante il colpo ai danni di Ethan) intento ad attuare un furto a Snot e poi ad indicare il suo autista (che stranamente è Roger stesso)   
Tutta la vicenda è una parodia del film del 2001 Ocean's Eleven

## Moglie di riserva
- Sceneggiatura: Erik Sommers
- Regia: John Aoshima
- Messa in onda originale: 29 marzo 2009
- Messa in onda italiana: 30 marzo 2010

Stan viene mandato in missione in Colombia a vigilare su alcuni narcotrafficanti insieme a Jim, ma vengono fatti prigionieri. Dopo un periodo di prigionia Stan torna a casa.

## Stile DeLorean
- Sceneggiatura: Matt Fusfeld e Alex Cuthbertson
- Regia: Joe Daniello
- Messa in onda originale: 19 aprile 2009
- Messa in onda italiana: 31 marzo 2010

Finalmente Stan trova l'ultimo pezzo per completare la sua DeLorean, deve solo andare a prenderlo. Però Francine lo obbliga a passare più tempo con Steve.

## Voglia di vincere
- Sceneggiatura: Steve Hely
- Regia: Pam Cooke e Jansen Yee
- Messa in onda originale: 26 aprile 2009
- Messa in onda italiana: 1º aprile 2010

Per rendere Stan orgoglioso di lui, Steve entra in una squadra di football. Nel frattempo Francine e Hayley partecipano a una competizione culinaria.

## Il wurstel del malcontento
- Sceneggiatura: Laura McCreary
- Regia: Tim Parsons
- Messa in onda originale: 3 maggio 2009
- Messa in onda italiana: 2 aprile 2010

All'inizio dell'episodio, passando per gli anni '50, '70 e '90, ogni volta vediamo Roger fare il prepotente con gli altri affermando di avere "roba grossa tra le mani". Quando Stan, oltretutto stufo di essere poco considerato al lavoro per incarichi importanti, gli sbraita quello che pensa di lui, allora Roger gli rivela di essere il "Decisore" (deve decidere se l'umanità sia degna o no di vivere) e che Stan, con la sua sfuriata, ne ha decretato la fine. Stan è incredulo, e allora l'alieno lo porta a Roswell, nel Nuovo Messico, nella sua "Fortezza della Solitudine" (l'astronave con la quale era atterrato sulla Terra), per inviare alla sua gente il messaggio di distruggere il pianeta. Stan allora si ricrede e tenta inutilmente di far ragionare Roger. Ma quando questo preme un pulsante non succede niente. Allora Stan vede su una delle consolle un messaggio (a quanto pare fino a quel momento non notato da nessuno) in base alla quale si scopre la verità: il ruolo di Roger è fittizio, gliel'avevano detto per convincerlo a salire sulla navetta. A quanto pare era stata fatta atterrare solo per testarne le misure di sicurezza, e che Roger per loro era soltanto un manichino da crash-test, convinti oltretutto che fosse già morto nell'impatto. Stan ride della cosa per tutto il viaggio di ritorno, mentre Roger si deprime al punto da non uscire dalla sua soffitta per due mesi. Incoraggiato da Francine e da Hayley, decide di ricominciare a scalare i vertici del potere iniziando a lavorare in un magazzino di una compagnia di alimentari (in verità il suo ruolo è il più basso e insignificante nella scala gerarchica dell'azienda). Quando però gli arrivano sottomano degli hotdog avvelenati da nitrati inizia nuovamente a comportarsi come quando credeva di essere il Decisore. Dopo che Stan (il quale si era assentato dal lavoro apposta per prenderlo in giro) tenta di fargli vedere quanto fosse in basso, questi gli rivela degli "Hotdog della Morte" (così li ha chiamati) nascosti in un luogo segretissimo (in realtà messi semplicemente nel frigo). Quando viene a sapere che erano stati presi da Steve per la gara della mangiata di hotdog (la storia secondaria dell'episodio) contro Toshi, lui e Roger corrono per impedire una tragedia. Apparentemente sembrano essere arrivati troppo tardi, ma la madre di Toshi li aveva sostituiti con i propri. Subito dopo averlo saputo Roger tenta di scappare con essi, ma Stan gli distrugge il furgone. Però, spinto anche dalla moglie, gli affida la sua siringa di cortisone per la sua allergia ai frutti di mare e gli dice che se vuole essere responsabile della vita di qualcuno allora gli affida la propria. Quella sera stessa l'alieno decide di provare questo nuovo "potere" servendo a Stan una torta all'aragosta. Ma al momento di iniettargli l'antidoto la siringa è vuota perché Roger se l'era iniettato per farsi una scarica di adrenalina.
Nella storia secondaria, nella mensa scolastica, Steve combina uno scherzo ai danni di Toshi mettendosi in bocca le sue bacchette e imitando un tricheco. Il giapponese allora va a chiamare sua sorella Akiko e, con lei come traduttrice, gli dice di essere molto offeso, dato che quelle bacchette provenivano dal femore della sua bisnonna (con gran disgusto di Steve). Aggiunge di averne abbastanza delle sue buffonate e che, se non si fosse scusato, l'avrebbe sfidato e il perdente avrebbe mangiato all'ultimo turno in mensa, in modo da non parlarsi più. Steve, per niente intenzionato a scusarsi, rifiuta. Arrivato a casa di Toshi per scegliere il metodo di sfida, sceglie la gara di mangiata di hotdog. A questo punto deve allenarsi (e qui la storia si ricollega alla trama principale) mangiando esclusivamente hotdog il più velocemente possibile. Il giorno della sfida, però, Francine prende proprio gli hotdog avvelenati che Roger aveva imprudentemente nascosto nel frigorifero. Quando Stan e Roger arrivano per fermarli sembra ormai troppo tardi, e Steve chiede scusa a Toshi, riappacificandosi. Per fortuna (come detto sopra) la madre del giapponese aveva scambiato le casse di hotdog perché aveva capito che erano tossici.

## Viva l'amore!
- Sceneggiatura: Nahnatchka Khan
- Regia: Albert Calleros
- Messa in onda originale: 10 maggio 2009
- Messa in onda italiana: 24 giugno 2010

Terry è preoccupato perché suo padre deve venire a fargli visita e non sa che suo figlio è gay, così lui finge di essere sposato con Francine mentre Stan con Greg.

## Una serata tra amici
- Sceneggiatura: Jim Bernstein
- Regia: Bob Bowen
- Messa in onda originale: 17 maggio 2009
- Messa in onda italiana: 6 aprile 2010

Stan arriva in ufficio mentre tre suoi colleghi, Dick, Duper e Jackson, se la spassano ricordando quello che hanno combinato in una delle loro serate tra amici.